# Stefan Galla
Stefan Galla (* 18. August 1970 in Gelsenkirchen) ist ein deutscher Karambolagespieler in der Disziplin Dreiband und Europameister.

## Karriere
Der Beginn seiner Karriere liegt in der Freien Partie und im Cadre. Im französischen Moyeuvre-Grande wurde er 1989 bei der Europameisterschaft der Junioren im Cadre 47/2 Dritter, Sieger wurde Frédéric Caudron. Zwei Jahre später schaffte er es ins Finale der Freie Partie-EM, unterlag jedoch dem Niederländer Jos Bongers.
1997 belegte er beim zweiten Dreiband-Weltcup in Salsomaggiore den dritten Platz, ebenso wie beim folgenden in Porto.
Nach einem dritten Platz 1996 und einem Zweiten 2002 schaffte es Galla 2003, die Deutsche Dreiband-Meisterschaft in Herten zu gewinnen.
2010 wurde Galla Dreiband-Europameister am Turnierbillard. Ein Jahr später gewann Galla die Bronzemedaille bei der Dreiband-Weltmeisterschaft für Nationalmannschaften zusammen mit Martin Horn. Beide gewannen 2012 den Vizeweltmeistertitel. Aufgrund von fehlender Spielstärke sagte er 2013 seine Team-WM-Teilnahme kurzfristig ab, für ihn sprang sein Vereinsfreund Markus Dömer vom BCC Witten ein.
Sein Bruder Markus gehört ebenfalls zu Deutschlands Top-Spielern im Dreiband.

## Erfolge
- Deutsche Dreiband-Meisterschaft:  Gold   2002   1996
- Dreiband-Weltcup:   1997/2, 1997/3
- Dreiband-Weltmeisterschaft für Nationalmannschaften:  2012   2011
- Dreikampf-Weltmeisterschaft für Nationalmannschaften:  1994
- Dreiband-Europameisterschaft (Turnierbillard):  2010
- Cadre-47/2-Europameisterschaft der Junioren:  1989
- Freie-Partie-Europameisterschaft:  1991, 1992
- German Dreiband Masters:  2014